# آشپزی عربستان سعودی

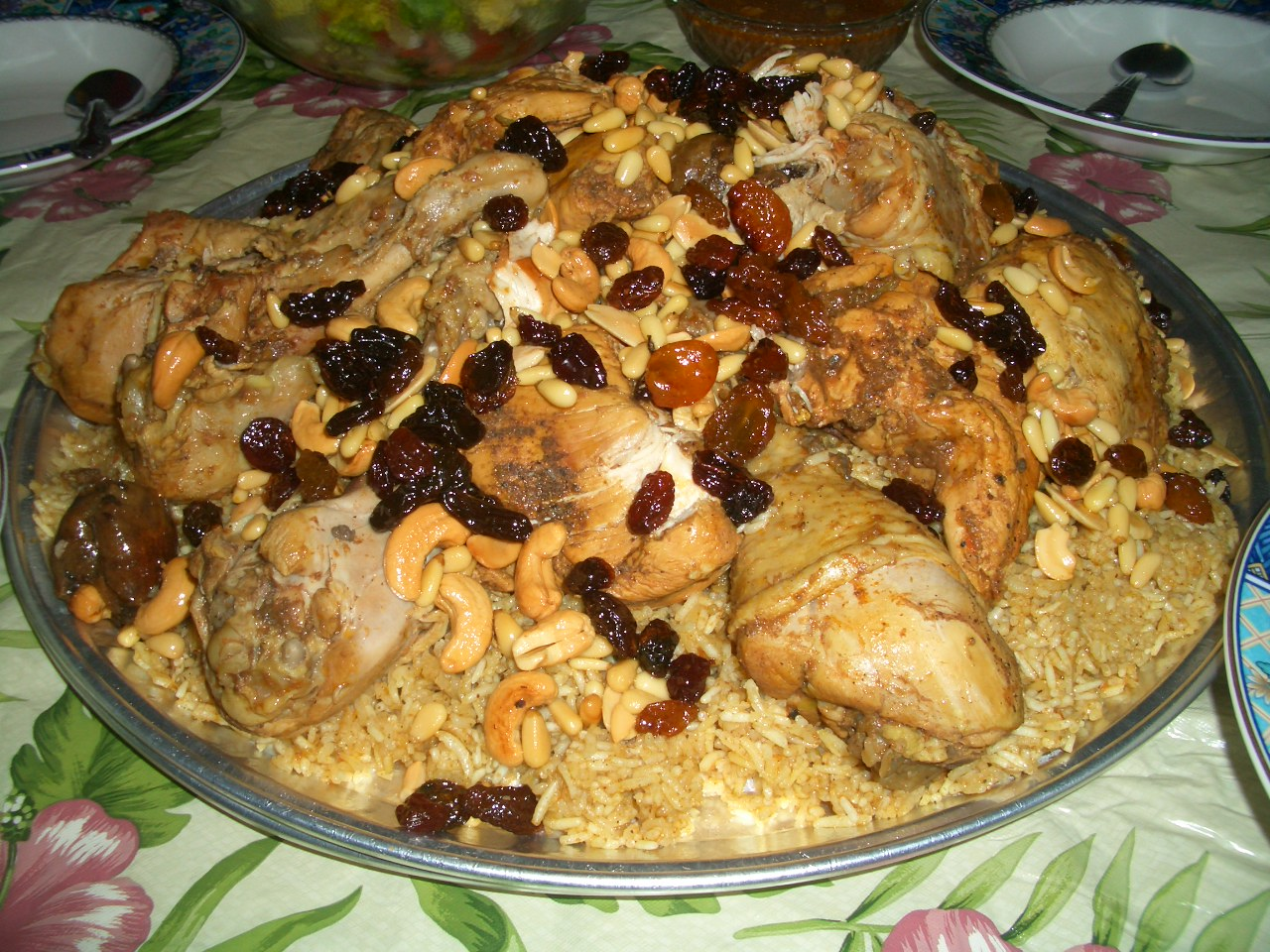
کبسه

آشپزی عربستان سعودی (انگلیسی: Saudi Arabian cuisine) غذاها و آشپزی‌های کشور عربستان سعودی را دربرمی‌گیرد. به رغم وجود غذاهای مشترک و متداول، آشپزی سعودی به دلیل تفاوت‌های فرهنگی، در مناطق مختلف متفاوت است.